# Талес Осс
Талес Густаво Осс (порт. Thales Gustawo Hoss; нар. 26 квітня 1989) — бразильський волейболіст, який грає на позиції ліберо, у тому числі за збірну Бразилії.

## Ігрова кар'єра
Грав, зокрема, у бразильських клубах «Сада Крузейро», «Фунвік» (Натал), французькому «Шомон-52». Із початку сезону 2023-2024 виступає у складі команди клубу польської Плюс Ліги «Богданка ЛУК» із міста Любліна.

## Досягнення

### У збірній
- переможець Ліги націй 2021
- срібний призер чемпіонату світу 2018
- бронзовий призер чемпіонату світу 2022

### Клубні
- чемпіон Бразилії.